# 天下五绝
天下五絕，簡稱「五絕」，是金庸武俠小說《射鵰三部曲》對中原武林武功絕頂的五大高手的一個統稱，他們在武林具德高望重的地位，實力是天下間最頂尖其評選在華山論劍中決定，在東、西、南、北、中五個方位各有一絕。

## 五絕
第一次華山論劍所選出的「五絕」有：
- 東邪 黃藥師，桃花島派創始人兼島主，自創蘭花拂穴手、桃華落英掌、彈指神通和玉蕭劍法等上乘武功；而且上通天文、下通地理，琴棋書畫、無一不通，精通五行、八卦和奇門遁甲之術。黃蓉父親，馮氏丈夫，是金庸筆下「正中帶有七分邪，邪中帶有三分正」的人物。因討厭世俗禮教而和楊過一見如故。

- 西毒 歐陽鋒，此人凶狠毒辣，不擇手段，是金庸武俠小說中的著名反派角色。他是西域白駝山人士，擅長用毒、養蛇，因此又有一個外號「老毒物」。其獨門武學「蛤蟆功」。此武學規定只能單傳，懂得的人非常少。歐陽鋒的武學傳人是其私生子（佯稱侄兒）歐陽克。歐陽克給楊康殺死後，歐陽鋒在《神雕俠侶》中又收楊康之子楊過為義子。歐陽鋒晚年因逆練九陰真經而精神失常。不過在第二次華山論劍上，靠著走火入魔的武功，在數十招內咬住東邪的食指而獲勝，之後用同樣方法想咬北丐的食指卻忘記他沒有食指，而反遭點穴，不過當時西毒的穴道已經轉移，所以無效而反遭西毒掌打在肩上，贏得北丐的讚許認為是第二次論劍第一，不過之後馬上被黃蓉逼瘋，忘了自己是誰。在《神鵰俠侶》裡與「北丐」在華山上論武，相擁而死。

- 南帝 段智興，大理國皇帝，精通大理段氏祖傳獨門武學一陽指，後得王重陽傅授先天功，兩者皆成為段智興的絕學。後因為自己間接害死老頑童周伯通與愛妃瑛姑的私生子，自責不已，所以傳位與兒子，並出家為僧，法號一燈。

- 北丐 洪七公，丐幫幫主，慷慨仗義，為小說中正派人物。其獨門武學為降龍十八掌和丐幫幫主自古相傳之打狗棒法。生性貪吃，曾經因為貪吃誤事，自斷其右手食指，故也稱「九指神丐」。洪七公的正式徒弟為郭靖、黃蓉。晚年與「西毒」歐陽鋒比武之時兩敗俱傷，相擁而死。

- 中神通 王重陽。他是全真派的創派祖師，「老頑童」周伯通的師兄和全真七子的師父。其獨門武學是先天功，後獲段智興傳授一陽指。出家為道士前與古墓派創派祖師林朝英（即小龍女的祖師婆婆）為一對冤家情侶。武功分別略高於東邪、西毒、南帝、北丐。

## 新五絕
第二次華山論劍只有郭靖，黃藥師，洪七公及亂入的歐陽鋒參與，最後並沒有就新五絕產生結果。但當時已倒練九陰真經至完全經脈逆行的歐陽鋒可謂武功大進，集郭靖，黃藥師，洪七公三人之力亦難以招架，按理歐陽鋒應為天下第一。
第三次華山論劍（此次並無比武）選出「新五絕」，包括：
- 東邪 黃藥師。
- 西狂 楊過，是楊康與穆念慈之子，也是《神雕侠侣》的男主角。外貌俊俏，倜儻不羈，其雖被任性的郭芙斷去右臂，後武功卻更上層樓，集自己所學個門各派武學，自創出十七招黯然銷魂掌，並在最後的華山論劍中取代義父歐陽鋒「西毒」方位。十四歲時拜因逆練九陰真經而瘋瘋癲癲的西毒歐陽鋒為義父，後拜全真派趙志敬門下，然不久後即因打傷同門師兄逃走，被住在終南山古墓的孫婆婆救出，並拜古墓派的小龍女為師，同住古墓之內。過程中逐漸與小龍女漸生情愫，卻因二人為師徒關係，加上種種原因而生重重波折，不過他和小龍女的戀情卻得到黃藥師的支持和認同。後來小龍女墮入絕情谷，為此楊過苦候十六年，期間與神鵰一起行走江湖行俠仗義，被稱為「神鵰大俠」。受完顏萍、公孫綠萼、郭襄、陸無雙、程英等一眾女子傾慕，對小龍女卻始終如一。
- 南僧 段智興，原外號「南帝」，出家後號一燈大師。
- 北俠 郭靖，是郭嘯天與李萍之子，黃蓉之夫，郭芙、郭襄和郭破虜之父，也是《射雕英雄傳》的男主角和《神雕侠侣》中的重要角色之一。為人忠厚，重情重義，其座右銘「為國為民，俠之大者」道出了他一生為之奮鬥的目標。其武功蓋世，承繼師父洪七公「北丐」方位，精通九陰真經，降龍十八掌，空明拳，和雙手互搏。在《神鵰俠侶》任護國將軍，善於調兵遣將，多年來和妻子黃蓉一同助守南宋的軍事重鎮襄陽以抵抗蒙古大軍的侵略，因此被南宋百姓稱為「郭大俠」，同時也受到中原武林的景仰。
- 中頑童 周伯通，外號本為「老頑童」。「中神通」王重陽之師弟，全真七子之師叔。武學奇才，滿腔童心，精通九陰真經和全真教武功，並自創絕學空明拳和雙手互搏。